# Ranil Wickremesinghe
Ranil Wickremesinghe (syng. රනිල් වික්‍රමසිංහ, tamil. ரணில் விக்ரமசிங்க, ur. 24 marca 1949 w Kolombo) – lankijski polityk, premier Sri Lanki w latach 1993–1994, 2001–2004, 2015–2018, 2018–2019 i w 2022. Prezydent Sri Lanki od 2022 do 2024.
Od 1994 roku jest przewodniczącym Zjednoczonej Partii Narodowej (UNP).

## Życiorys
Urodzony w wpływowej i zamożnej lankijskiej rodzinie Esmonda i Nalini Wickremesinghe. Ukończył prawo na Uniwersytecie Cejlońskim i uzyskał kwalifikacje do zawodu adwokata w Ceylon Law College w 1972 roku.
Wszedł do aktywnej polityki w połowie lat 70. angażując się w działalność Zjednoczonej Partii Narodowej (UNP). Po raz pierwszy został wybrany do parlamentu w wyborach krajowych w 1977, został wówczas mianowany wiceministrem spraw zagranicznych przez swojego wuja i prezydenta J. R. Jayewardene. Następnie pełnił funkcję ministra ds. młodzieży i zatrudnienia, stając się najmłodszym ministrem w rządzie Sri Lanki.
W 1989 roku prezydent Ranasinghe Premadasa mianował go ministrem przemysłu, nauki i technologii oraz przewodniczącym Izby Reprezentantów. W 1993 zastąpił D.B. Wijetungę na stanowisku premiera. Po porażce wyborczej w 1994 został liderem opozycji w parlamencie. W 2001 roku Wickremesinghe poprowadził swoją partię z powrotem do władzy i został zaprzysiężony na premiera, pełniąc tę funkcję do 2004.
20 lipca 2022 roku został wybrany przez parlament Sri Lanki na prezydenta kraju, dzień później objął urząd. W 2024 bez powodzenia kandydował w wyborach prezydenckich. Zajął w nich trzecie miejsce, uzyskując 17,27% głosów. 23 września 2024 zakończył urzędowanie.